# Hans Niedermeier
Hans Niedermeier (auch Johann Niedermeier, * 22. Juni 1910 in München; † 1987) war ein Jurist, Beamter und zwischenzeitlich von 1946 bis 1948 Landrat im Landkreis Wasserburg am Inn.

## Leben
Hans Niedermeier absolvierte 1933 bis 1937 ein Studium der Rechtswissenschaften an der Ludwig-Maximilians-Universität München. 1940 absolvierte er die Große Juristische Staatsprüfung, anschließend war er Assessor bei der Bayerischen Versicherungskammer (apl. Beamter). 1942 bis 1945 war er Teilnehmer am Zweiten Weltkrieg. 1946 wurde er Regierungsassessor bei der Bayerischen Versicherungskammer.
Er wurde als Vertreter der CSU im Juni 1946 gewählter Landrat im Landkreis Wasserburg, aber vorerst nicht von der Militärregierung legitimiert. Erst am 30. September 1946 vermerkte der Wasserburger Stadtarchivar Josef Kirmayer: Korbwarenfabrikant Josef Estermann endlich als Landrat (zuletzt kommissarisch) abgetreten.
Der neue Landrat Niedermeier verzog allerdings 1948 ohne Abmeldung nach München. Im Juni 1948 wurde Heinrich Stulberger mit einer Mehrheit von 26 zu 19 Stimmen durch den Kreistag zum Landrat gewählt.
Am 8. Juli 1948 war er als Regierungsrat wieder bei der Bayerischen Versicherungskammer in München tätig. Ab August 1950 wurde er Regierungsrat im Bayerischen Staatsministerium für Arbeit, dort wurde er 1950 Oberregierungsrat, 1952 Regierungsdirektor und 1953 Ministerialrat. Ab Oktober 1955 war er Senatspräsident am Bayerischen Landessozialgericht. Seine Ruhestandsversetzung erfolgte 1975.